# Bert Rümmler
Bert Rümmler (* 20. Januar 1961) ist ein deutscher ehemaliger Fußballspieler. In den 1980er Jahren spielte er für die Betriebssportgemeinschaft BSG Wismut Aue in der DDR-Oberliga, der höchsten Liga im DDR-Fußball.

## Sportliche Laufbahn
Bereits mit acht Jahren wurde Bert Rümmler in die Nachwuchsabteilung von Wismut Aue aufgenommen. Die ersten Spiele im Erwachsenenfußball bestritt Rümmler ab 1978 in der Nachwuchsoberliga, in der er bis 1980 als Außenstürmer einen Stammplatz sicher hatte. In beiden Spielzeiten (1978/79, 1979/80) trat er auch als mehrfacher Torschütze in Erscheinung.
Auch für die Spielzeit 1980/81 wurde Rümmler wieder für die Nachwuchsoberliga nominiert, doch der Trainer der 1. Auer Mannschaft Manfred Fuchs setzte Rümmler bereits vom 3. Spieltag an in der Oberliga ein. Dieser war bei seinem Oberligadebüt zunächst nur Einwechselspieler, danach stand er fünfmal in der Startelf und kam bis zum Saisonende insgesamt in elf Oberligaspielen überwiegend wieder als Flügelstürmer zum Einsatz. Auch in seiner ersten Oberligasaison war er als Torschütze erfolgreich: Am 4. Spieltag sorgte er in der Begegnung Aue – FC Hansa Rostock mit seinem Treffer für den 1:0-Sieg seiner Mannschaft. Nebenher kam Rümmler wie vorgesehen in etwa acht Spielen der Nachwuchsoberliga zum Zuge und steuerte zwei Tore bei. Für die Saison 1981/82 war Bert Rümmler wieder für die Oberliga vorgesehen, trat dort aber nicht in Erscheinung (NVA?). Im Oktober 1982 tauchte er wieder in der Auer Oberligamannschaft als Einwechsler für zwei Minuten auf. Es folgten in der Saisonrückrunde ein Vollzeiteinsatz als Rechtsaußen und drei weitere Einwechseleinsätze. Für 1983/84 wurde Bert Rümmler von der BSG Wismut zwar noch einmal für den Oberligakader nominiert, für den er aber nicht mehr antrat. Auch später spielte er nicht mehr im höherklassigen Fußball.